# باولو ماركوس دي خيسوس ريبيرو
باولو ماركوس دي خيسوس ريبيرو (بالبرتغالية: Paulo Marcos de Jesus Ribeiro‏) (25 فبراير 1986 بسالفادور في البرازيل - ) هو لاعب كرة قدم برازيلي في مركزي الدفاع وقلب الدفاع. لعب مع غريميو بورتو أليغرينزي وغوانغجو إفرغراند تاوباو ونادي إنترناسيونال ونادي كروزيرو ونادي غريميو بارويري وجمعية أرابيراكا الرياضية وSociedade Esportiva Itapirense ‏.

## روابط خارجية
- باولو ماركوس دي خيسوس ريبيرو على موقع قاعدة بيانات كرة القدم.إي يو (الإنجليزية)
- باولو ماركوس دي خيسوس ريبيرو على موقع Soccerway.com (الإنجليزية)